# Guatteria elata
Guatteria elata R.E.Fr. – gatunek rośliny z rodziny flaszowcowatych (Annonaceae Juss.). Występuje naturalnie w Kolumbii, Peru oraz Brazylii (w stanie Amazonas). 

## Morfologia
PokrójZimozielone drzewo dorastające do 10–16 m wysokości.
LiścieMają kształt od owalnego do eliptycznego. Mierzą 7–14 cm długości oraz 2–5 szerokości. Nasada liścia jest rozwarta. Wierzchołek jest ostry lub spiczasty. Ogonek liściowy jest nagi i dorasta do 4–9 mm długości.
OwoceZłożone z 30–60 jagód. Pojedynczy owoc ma elipsoidalny kształt. Osiągają 8–10 mm długości oraz 4–5 mm średnicy.

## Biologia i ekologia
Rośnie w wilgotnych wiecznie zielonych lasach. Występuje na terenach nizinnych.